# Nokia E55
Pour les articles homonymes, voir E55.
Le Nokia E55 est un téléphone mobile pour le secteur professionnel créé par Nokia, destiné à être compact et ergonomique pour la saisie d'e-mails et de SMS. Ceci est accompli par un clavier QWERTY compact que l'on appelle avec deux caractères par touche. Le Nokia E55 est très proche de son jumeau, le E52, la seule différence résidant dans la disposition du clavier.
Le E55 dispose de 20 touches disposées dans la disposition QWERTY standard, mais parce que chaque alphabet n'est pas affecté sa propre clé, la frappe est réalisée soit en utilisant la saisie prédictive (où chaque clé est tapée une fois par le mot et le logiciel devine automatiquement le mot que vous tappez en utilisant un dictionnaire interne) ou en utilisant Multitap.
Le téléphone a été annoncé le 16 février 2009, lors du Mobile World Congress à Barcelone.

## Caractéristiques
- Système d'exploitation Symbian OS  9.3 S60 rel. 3.2
- Processeur ARM 11 600 MHz
- GSM/EDGE/3G/3G+
- 116,5 × 49 × 9,9 mm pour 95 grammes
- Écran de 2,4 pouces de définition 240 × 320 pixels
- Batterie de 1 500 mAh
- Mémoire : 60 Mo extensibles par carte mémoire Micro SD limité à 16 Go
- Appareil photo numérique de 3,2 MégaPixels
- Appareil photo numérique secondaire pour la visiophonie
- Wi-Fi b,g
- Bluetooth 2.0  Stéréo
- Jack (prise) 3,5 mm
- Vibreur
- DAS : 1,19 W/kg.